# The Great White Hope
The Great White Hope (Brasil: A Grande Esperança Branca ) é um filme norte-americano de 1970, do gênero drama, dirigido por Martin Ritt  e estrelado por James Earl Jones e Jane Alexander.

## Produção

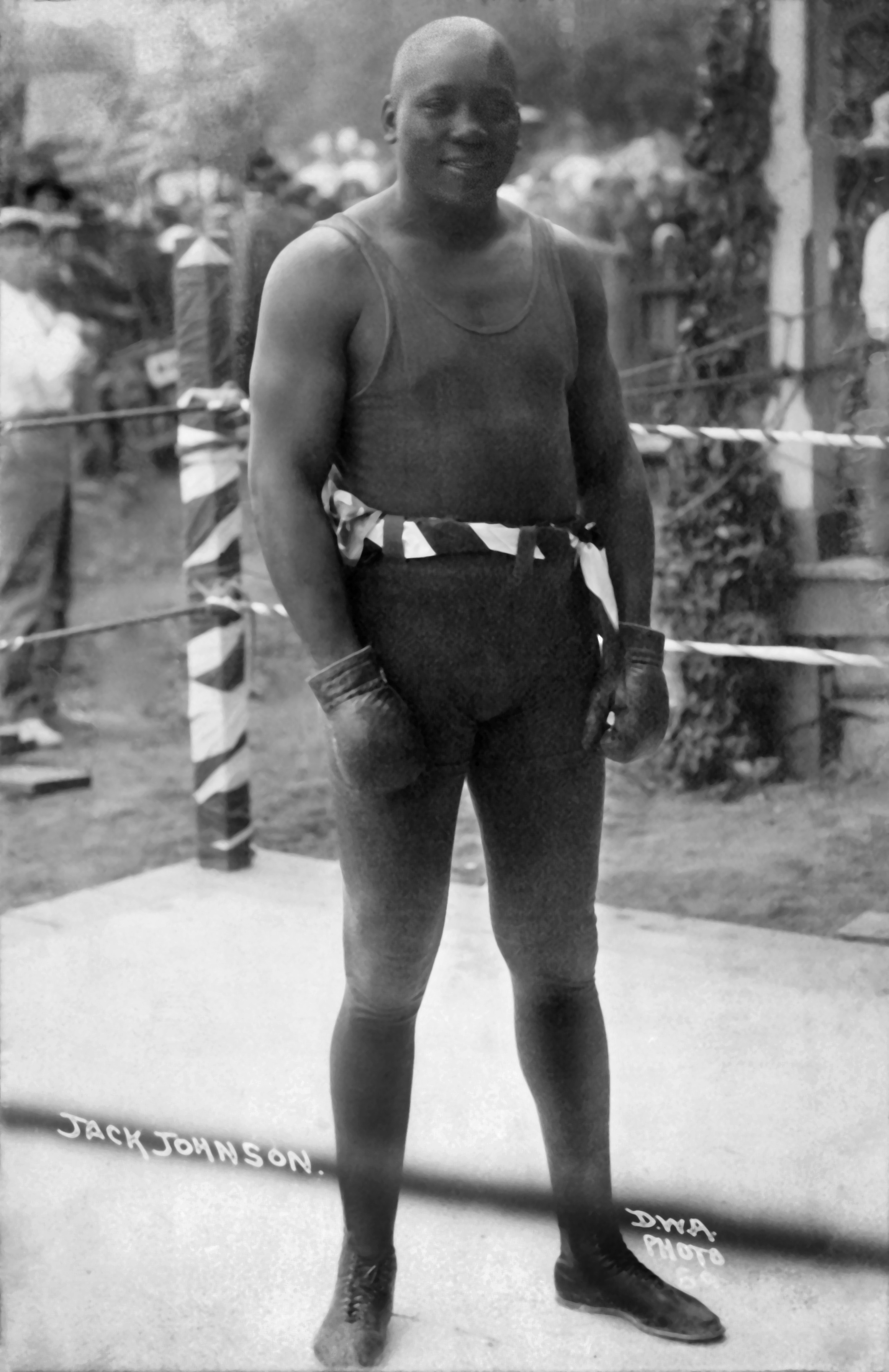
Jack Johnson foi campeão mundial dos pesos-pesados entre 1908 e 1915. O filme The Great White Hope segue essas datas de perto: a ação começa em 1910 e vai até 1915.

The Great White Hope trata do racismo, um tema simpático a Martin Ritt, que vinha de dois sucessos modestos, ambos com Paul Newman, ambos faroestes: Hud (1963) e Hombre (1967). O filme, com nomes trocados, aborda a vida e os problemas de Jack Johnson, o primeiro negro a conquistar o título dos pesos-pesados. Porém, apesar de ambientado no mundo do pugilismo, o que se vê não é um filme de boxe nem de doutrinação social, mas um estudo de personagens.
O filme mostra a sede de sangue dos fãs, as maquinações dos promotores de lutas e dos jornalistas, e dá a entender que os preconceitos não  ficaram totalmente no passado.
James Earl Jones e Jane Alexander repetem os papeis que interpretaram na peça homônima, de Howard Sackler (também autor do roteiro), apresentada na Broadway 546 vezes entre outubro de 1968 e janeiro de 1970 -- um grande sucesso.
Pela melhor atuação de sua carreira em filmes, Jones recebeu uma indicação ao Oscar. Vindo da televisão, com participações em diversas séries, como Dr. Kildare e Tarzan, o ator já aparecera também em algumas produções para o cinema, entre elas Dr. Strangelove. Ainda assim, ele recebeu o Golden Globe de Melhor Revelação Masculina. Para os autores de The Films of 20th Century-Fox, sua atuação é "a milestone in the annals of black American art" (um marco nos anais da arte negra norte-americana).
Jane Alexander, por sua vez, após uma pequena experiência na TV, fez sua estreia na tela grande e também foi indicada ao Oscar -- a primeira das quatro que receberia ao longo da carreira.

## Sinopse
Jack Jefferson, primeiro pugilista negro a conquistar o título dos pesos-pesados, sofre constantes humilhações da sociedade discriminatória de seu tempo, principalmente por ser casado com Eleanor, uma moça de pele branca. A suprema humilhação acontece quando tem de sujeitar-se a perder um combate para um lutador branco, que ele poderia derrotar facilmente.

## Principais premiações
| Patrocinador                                            | Prêmio       | Categoria | Situação                   |
| ------------------------------------------------------- | ------------ | --- | -------------------------- |
| Academia de Artes e Ciências Cinematográficas           | Oscar        | Melhor Ator (James Earl Jones) Melhor Atriz (Jane Alexander)                                                                           | Indicado                   |
| Associação de Correspondentes Estrangeiros de Hollywood | Golden Globe | Melhor Ator em Filme Dramático (James Earl Jones) Revelação do Ano - Ator (James Earl Jones) Revelação do Ano - Atriz (Jane Alexander) | Indicado Vencedor Indicado |
| Writers Guild of America                                | WGA Award    | Melhor Roteiro Adaptado | Indicado                   |
| American Cinema Editors                                 | Eddie        | Melhor Edição de Longa-Metragem | Indicado                   |

## Elenco
| Ator/Atriz       | Personagem     |
| ---------------- | -------------- |
| James Earl Jones | Jack Jefferson |
| Jane Alexander   | Eleanor        |
| Lou Gilbert      | Goldie         |
| Joel Fluellen    | Tick           |
| Chester Morris   | Pop Weaver     |
| Robert Webber    | Dixon          |
| Marlene Warfield | Clara          |
| R. G. Armstrong  | Cap'n Dan      |
| Hal Halbrook     | Cameron        |
| Beah Richards    | Mama Tiny      |
| Moses Gunn       | Scipio         |
| Lloyd Gough      | Smitty         |
| George Ebeling   | Fred           |
| Larry Pennell    | Brady          |
| Roy Glenn        | Pastor         |